# Ronfeugerai
Ronfeugerai település Franciaországban, Orne megyében. Lakosainak száma 336 fő (2018. január 1.). Ronfeugerai Athis-Val de Rouvre, La Carneille, Flers, Landigou, La Selle-la-Forge és Taillebois községekkel határos.

## Népesség
A település népessége az elmúlt években az alábbi módon változott:
| Lakosok száma | 212  | 232  | 260  | 317  | 341  | 305  | 364  | 367  | 338  | 336  |
|               | 1962 | 1968 | 1975 | 1982 | 1990 | 2008 | 2013 | 2015 | 2017 | 2018 |